# Trévoux
Trévoux település Franciaországban, Ain megyében. Lakosainak száma 6931 fő (2022. január 1.). Trévoux Reyrieux, Saint-Bernard, Saint-Didier-de-Formans, Ambérieux és Quincieux községekkel határos.

## Népesség
A település népessége az elmúlt években az alábbi módon változott:
| Lakosok száma | 4231 | 4982 | 6092 | 6812 | 6708 | 6768 | 6845 | 6920 | 6945 | 6931 |
|               | 1968 | 1982 | 1990 | 2006 | 2013 | 2015 | 2017 | 2019 | 2020 | 2022 |